# Rădeni (okręg Vaslui)
Rădeni – wieś w Rumunii, w okręgu Vaslui, w gminie Dragomirești. W 2011 roku liczyła 1273 mieszkańców.